# Mariola flava
Mariola flava är en stekelart som beskrevs av John S. Noyes 1980. Mariola flava ingår i släktet Mariola och familjen sköldlussteklar. Inga underarter finns listade i Catalogue of Life.